# Гнесин, Григорий Фабианович
Григорий Фабианович Гнесин (5 (17) июня 1884, Ростов-на-Дону — 4 февраля 1938, Ленинград) — русский и советский певец, драматический актёр, писатель, поэт и переводчик, библиофил и просветитель. Брат Михаила, Евгении, Марии, Елены, Елизаветы и Ольги Гнесиных.

## Биография
Родился в Ростове-на-Дону 5/17 июня 1884 году в семье городского казённого раввина Фабиана Осиповича (Файвиша Иоселевича) Гнесина (1837—1891), уроженца местечка Ивенец, выпускника Виленского раввинского училища, и певицы Беллы Исаевны Флейтзингер-Гнесиной (урождённая Шима-Бейла Шаевна Флейтзингер; 6 марта 1838, Вильно — 23 ноября 1911, Москва). Родители заключили брак 15 июля 1863 года в Вильно. Самый младший брат в семье Гнесиных.
Окончил Петровское реальное училище в Ростове. С 1902 года учился в Петербургском Технологическом институте на химика, также был студентом в университетах Дармштадта и Женевы. В 1903 г. получил в Женевском университете диплом доктора естественных наук по специальности химия.
Унаследовав от матери вокальные данные, он обладал красивым баритоном, постоянно выступал в любительских компаниях с исполнением русских романсов, итальянских песен и известных оперных арий. Его занятия пением проходили с перерывами в Петербурге. В 1905 году он, после прослушивания у директора консерватории А. К. Глазунова, уже мог быть принят в консерваторию, но этому помешали революционные события.
Григорий Гнесин был ярко и разносторонне одарен. Отличаясь и увлеченностью, и авантюризмом, он много путешествовал, нередко участвуя в опасных и бурных событиях. В 1903 г. он отправился из Женевы в Италию с целью учиться пению, играл в передвижных труппах «del arte». Вернувшись в Россию учился пению в Петербурге, участвовал в различных любительских и профессиональных спектаклях как драматический артист.
Во время революции 1905—1907 гг. отсидел полтора года в тюрьме, затем жил на Карельском перешейке. Арестован и выслан в 1908 году. Член партии эсеров с 1909 года. По возвращении из Италии в 1910 году находился в Крыму, Алуште, Москве, Петербурге. Тесно общался с В. Мейерхольдом, К. Чуковским, П. Кульбиным, В. Маяковским (написавшим его карандашный портрет) в Финляндии, в Куоккале. В 1916—1919 годах работал в Мурманске на строительстве железной дороги, в Петрозаводске в детском доме.
С 1919 года до конца жизни — в Петрограде-Ленинграде как артист, литератор, переводчик. На Ленинградском радио в 1930-е годы вёл популярную детскую передачу «Дядя Гриша рассказывает», заведовал нотной библиотекой Ленинградской хоровой капеллы. Автор переводов либретто опер (в том числе «Севильский цирюльник» Дж. Паизиелло для Оперного театра имени К. С. Станиславского в Москве), итальянских песен, многочисленных стихов, книги «Воспоминания бродячего певца. Очерки Италии» (издана в 1917 г., переиздавалась в 1997 и в 2019 годах), музыкальных произведений. Был одним из крупнейших библиофилов в Ленинграде.
Арестован 2 ноября 1937 года и расстрелян как латвийский шпион (в «польском потоке») 4 февраля 1938 года. Реабилитирован в 1956 году.
Жена и дочь были высланы в Башкирию, но смогли вернуться в Ленинград. Из-за конфискации имущества после ареста уцелела лишь совсем малая часть литературного и эпистолярного наследия Г. Ф. Гнесина. Немногие сохранившиеся материалы переданы его дочерью Евгенией Григорьевной в музей Гнесиных.
Однако в 2007 году итальянский филолог Стефания Сини, которая занималась судьбой Г. Ф. Гнесина и перевела фрагменты из «Воспоминаний бродячего певца», обнаружила в Отделе рукописей Российской национальной библиотеки неизвестный прежде исследователям его крупный фонд: пьесы, стихи, переводы (всего 30 произведений, в том числе альбом из 450 стихотворений). Эти тексты были переданы в библиотеку во время блокады в 1943 г..
В 2019 г. издана книга, включающая различные материалы литературного наследия Г. Ф. Гнесина: «Воспоминания бродячего певца», радиоповести о композиторах, пьесы, стихотворения.

## Память
В 2015 году в Ростове-на-Дону по инициативе преподавателя ростовской музыкальной школы им. Михаила Гнесина Людмилы Рыбальченко была установлена мемориальная доска на доме 67 по Тургеневской улице, где в конце XIX века жила семья Гнесиных.
В рамках общественной программы «Последний адрес» 3 августа 2019 года на доме 43 по 6-й линии Васильевского острова в Санкт-Петербурге была открыта памятная табличка, посвященная Григорию Фабиановичу Гнесину.

Памятная доска в Ростове-на-Дону.
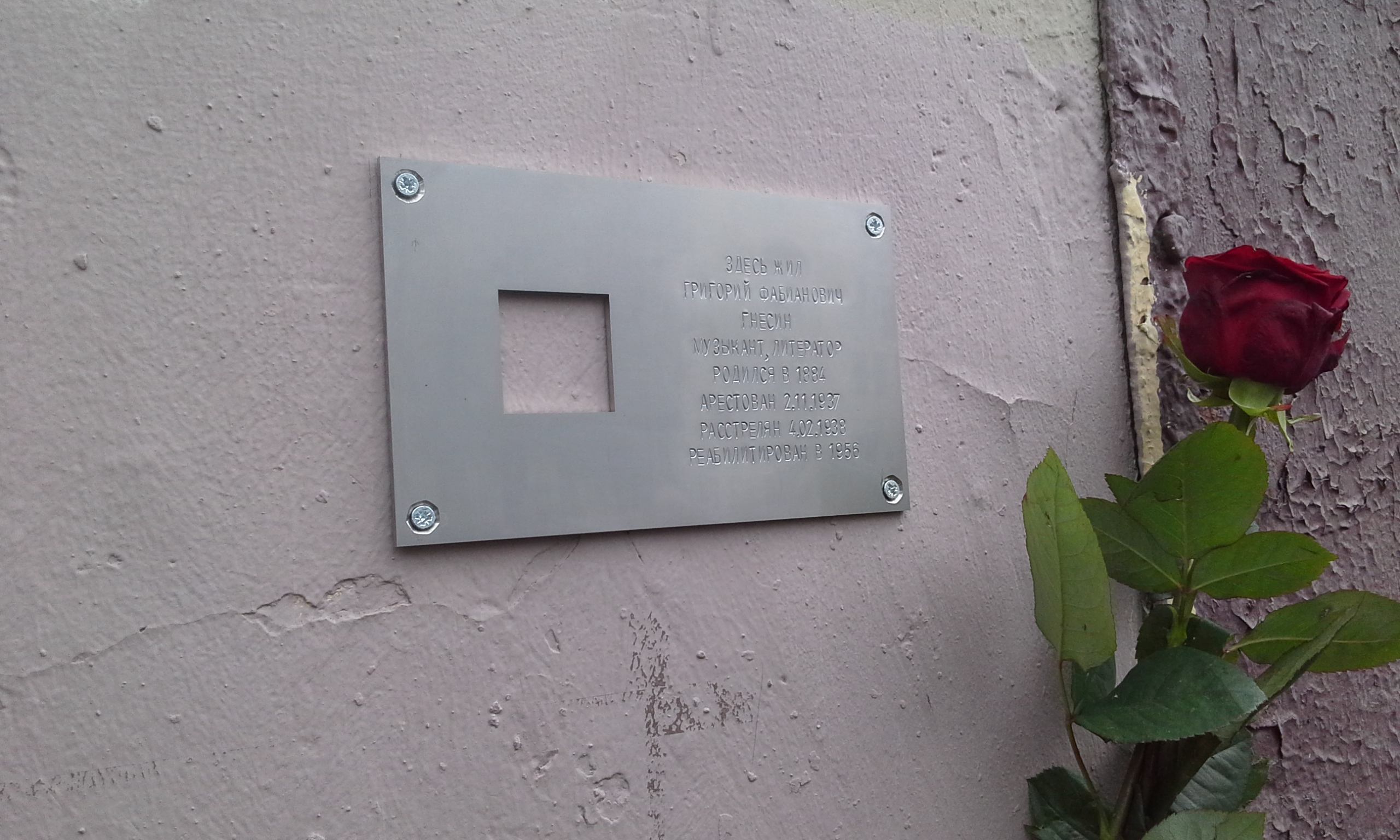
Памятная табличка в Санкт-Петербурге.

## Публикации
- Гнесин Г. Ф. Воспоминания бродячего певца. Литературное наследие / Г. Ф. Гнесин; сост. А. А. Гапонов. — СПб.: Алетейя, 2019. — 406 с. — ISBN 978-5-907189-63-8

## Семья
Жена (с 1919) — Мария Владимировна Гнесина, ур. Руднева (1888, Новгород — 1942, Ленинград), сотрудник двух этнографических музеев в Ленинграде: Музея антропологии и этнографии им. Петра Великого («Кунсткамера») и Государственного музея этнографии (ныне Российский этнографический музей). Сестра архитектора Льва Руднева. Умерла в блокаду.
Дочь — Евгения Григорьевна Гнесина (1921, Петроград — 2014, Москва), преподаватель истории материальной культуры в Театрально-художественном техническом училище (ТХТУ) в 1951—1971 гг., сотрудник Центральной научной библиотеки ВТО-СТД в 1971—1991 гг. После ареста отца выслана в Башкирию, в 1939 г. вернулась в Ленинград. В 1942 вывезена на Кавказ, оказалась в оккупированной немцами зоне. В 1943 после освобождения Пятигорска вызвана теткой Ел. Ф.Гнесиной в Москву, где оставалась до конца жизни. Окончила ТХТУ по специальности бутафор. Работала в нескольких московских театрах. Муж — Александр Сергеевич Поль (1897—1965).